# Vasile Dohotaru
Vasile Dohotaru (n. 10 aprilie 1955, comuna Curchi, județul Orhei, Republica Moldova) este un artist plastic care a debutat în 1981. În 1976, după absolvirea  școlii medii, Dohotaru a urmat studiile la Facultatea pictură și grafică, Universitatea Pedagogică  de Stat C.D. Ușinski din Odesa, în Ucraina. După succesele inițiale, a început să predea pictura la Universitatea Pedagogică de Stat Ion Creangă din Chișinău. În 1990 a fost titularizat membru al Uniunea Artiștilor Plastici din Republica Moldova. Apoi, el a devenit membru extern al Școlii de Acuarelă Aldo Raimond de la Roma. Dohotaru a expus cu succes în multe țări din Europa, inclusiv Federația Rusă, Germania și România.
În anul 2001 a fost distins cu titlul onorific de Master al Artelor. În  prezent activează ca un artist independent și predă la Facultatea de Design a Universității Tehnice din Moldova din Chișinău.

## Studii, formare
1975-1980  Universitatea Pedagogică de Stat C. D. Ushinscki, facultatea de Grafică și Pictură, Odesa, Republica Ucraina

1982-1984  Laboratoarele de acuarelă, Riga

## Expoziții
1981 Galeria UAP, Odesa

1987 Sankt Petersburg, Rusia

1990 Galeria Victoria, Iași, România

1992 Galeria UAP, Botoșani, România

1993 Muzeul de Artă și Etnografie, Piatra-Neamț, România

1994 Muzeul de Artă și Etnografie, Bacău, România

1994 Galeria Municipiului, București, România

1995 Muzeul de Artă și Etnografie, Cluj-Napoca, România

1995 Muzeul de Artă și Etnografie, Bistrița, România

1995 Muzeul de Artă și Etnografie, Baia-Mare UAP, România

1995 Galeria Căminul Artei, București, România

1996 Galeria UAP, Arad, România

1996 Galeria UAP, Satu Mare, România

1997-1999 Alianța Franceză, Chișinău

1992-2000 Opera Națională, Chișinău

1998 Galeria UAP, Chișinău

2000, 2001 Teatrul Satiricus, Chișinău

1993, 2003 Centrul Expozițonal Constantin Brâncuși, Chișinău

2008 Centrul Expozițonal Constantin Brâncuși, Chișinău

2008 AGPI, Chișinău

2008 Sinaia, România

2008 Stuttgart, Germania

2009 Muzeul Municipiului Truscoveț, Ucraina

2009 OSCE în Republica Moldova, Chișinău

2009 Ambasada Statelor Unite ale Americii în Republica Moldova

2009 Atena, Grecia

2010 Teatrul Național de Operă și Balet, Chișinău

## Premii și mențiuni
2000 Premiul M. Eminescu al UAP din Moldova

2000 Maestru al Artei